# Хожденије
Хождéније je жанр средњовековне руске књижевности, форма записа са путовања, у којима путници описују своје утиске из посете неким страним земљама. Други називи овог жанра су «путник», «богомољац», «ходочасник»...
На самом почетку постојања овог жанра, хожденија су махом писали ходочасници, који су посетили та света места — на пример, у Палестини или Константинопољу. Касније, у XV в., жанр губи своју религиозну нијансу; делимично, међу каснијим хожденијима се издваја «Хожденије преко три мора» Афанасија Никитина, који је описао утиске из похода на исток са трговинским циљевима.
Хожденија су јарки одраз руског средњовековног погледа на свет. У њима се срећу политички, карактерни, емоционални и уметнички интереси и идеје њихових аутора.

## Примери
- Хожденије игумана Данила — најстарије дело овог жанра
- Хожденије Антонија Новгородског в Цариград
- Хожденије Игнатија Смољњанина у Цариград
- Хожденије Аврамија Суздаљског
- Хожденије свештеноинока Варсанофија ка светом граду Јерусалиму
- Хожденије преко три мора — најпознатије дело овог жанра
- Хожденије Богородице по мукама